# 磷酸锰
磷酸錳，是二價錳的磷酸鹽，化學式Mn3(PO4)2，莫耳質量為354.76 g/mol，是個無機化合物。它有個三水合物。

## 製備
三水合磷酸錳可以由磷酸二氫鉀在HEPES中的溶液跟四水合氯化錳反應製備。之後可以脫去結晶水製備無水磷酸錳。
在礦物裏，磷酸錳會透過共生與磷酸鐵結合在一起 。這些礦物以差不多的形態結合，例如氟磷鐵錳礦、異磷鐵錳礦等。

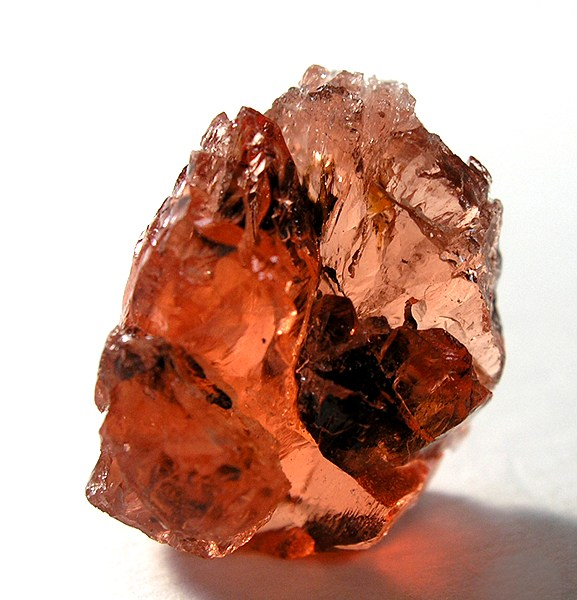
氟磷鐵錳礦